# Sessinia brookesi
Sessinia brookesi là một loài bọ cánh cứng trong họ Oedemeridae. Loài này được Broun miêu tả khoa học năm 1917.